# فرودگاه شهری بنسون (آریزونا)
فرودگاه شهری بنسون (آریزونا) (به انگلیسی: Benson Municipal Airport (Arizona)) یک فرودگاه همگانی بهره‌برداری هوایی است که یک باند فرود آسفالت دارد و طول باند آن ۱۸۰۷ متر است. این فرودگاه در شهر بنسون، آریزونا کشور ایالات متحده آمریکا قرار دارد و در ارتفاع ۱۱۶۷ متری از سطح دریا واقع شده‌است.